# Liste der Baudenkmale in Bad Bevensen
In der Liste der Baudenkmale in Bad Bevensen sind alle
Baudenkmale der niedersächsischen Gemeinde Bad Bevensen aufgelistet. Die Quelle der IDs und der Beschreibungen ist der Denkmalatlas Niedersachsen. Der Stand der Liste ist der 6. November 2021.

## Bad Bevensen

### Einzelbaudenkmale in Bad Bevensen
| Lage                                                                 | Bezeichnung                                 | Beschreibung | ID                              | Bild           |
| -------------------------------------------------------------------- | ------------------------------------------- | --- | ------------------------------- | -------------- |
| Am Bahnhof 6 53° 4′ 42″ N, 10° 34′ 28″ O                             | Empfangsgebäude                             | Eineinhalbgeschossiger gelber Backsteinbau mit einem mittigen zweigeschossigen Quertrakt, dessen Fassaden durch rot abgesetzte Zierfriese und Fensterbögen gestaltet sind. Das Empfangsgebäude des Bahnhofs Bad Bevensen liegt östlich der Bahnlinie Lehrte - Harburg, die 1847 in Betrieb genommen wurde. Das Empfangsgebäude stammt aus der Zeit der Eröffnung der Strecke und ist damit eines der ältesten an dieser Strecke sowie ebenso im Landkreis Uelzen. Es handelt sich um einen Backsteinbau im Rundbogenstil, dessen mittlerer Bauteil sich über zwei niedrigere Seitenflügel erhebt. Trotz einiger Veränderungen sind die Merkmale der zeitüblichen Baugestaltung weitgehend überkommen. | 31083928                        |                |
| Am Klaubusch 8 53° 5′ 8″ N, 10° 35′ 4″ O                             | Haus Lapière mit Gartenanlage               | Zweigeschossiger Sichtbacksteinbau unter Walmdach in Ziegelpfannendeckung. Vorbau unter Mansarddach mit Zwerchhaus. Rückseitig zwei polygonale Erker. Garten auf Hanggrundstück am Rand des Ilmenautals, teilweise terrassiert durch Bruchsteinmauern und Freitreppen. Umfangreicher Baumbestand, straßenseitig hauptsächlich Kiefern. | 31083265/1/-/ 31083782 31083265 | BW             |
| An der Aue 7 53° 4′ 46″ N, 10° 34′ 57″ O                             | Wohnhaus                                    | Zweigeschossiger Fachwerkbau unter Satteldach in Ziegelpfannendeckung mit einseitigem Halbwalm im Norden. Ehemals Hauptgebäude des Meierhofs am Stadtrand. Erdgeschoß 1898 massiv ersetzt und in Scheinquaderung verputzt, Obergeschoss an der Traufseite zur Straße An der Aue massiv und verputzt. Nachträgliches Portal und Haustür von 1863 (i). | 31083818                        | BW             |
| An der Aue 10 53° 4′ 40″ N, 10° 34′ 52″ O                            | Speicher                                    | Zweistöckiger Fachwerkbau mit Backsteinausfachung auf Feldsteinsockel unter Satteldach in Ziegelpfannendeckung, nachträglich nach Osten verlängert. Ehemals Teil einer Hofanlage. | 31083836                        |                |
| Bäckergang 1 53° 4′ 45″ N, 10° 34′ 47″ O                             | Wohnhaus                                    | Eingeschossiger, giebelständiger Fachwerkbau mit geschlämmten Backsteinausfachungen unter Halbwalmdach in Hohlpfannendeckung. Erbaut 1711 (d). Umbauphasen 1743 (d) und Ende des 19. Jahrhunderts. | 31083854                        | BW             |
| Bäckergang 2 53° 4′ 45″ N, 10° 34′ 46″ O                             | Wohnhaus                                    | Zweistöckiger Fachwerkbau mit Backsteinausfachung auf Feldsteinsockel unter Halbwalmdach in Ziegelpfannendeckung. | 31083872                        | BW             |
| Bäckergang 9 (vormals Haus-Nr. 5) 53° 4′ 46″ N, 10° 34′ 49″ O        | Wohnhaus                                    | Zweistöckiger Fachwerkbau mit Backsteinausfachung unter Satteldach in Ziegelpfannendeckung. Ladeluke mit Kranausleger am Ostgiebel. Inschrift an der traufseitigen Stockwerksschwelle sowie am Stockwerks- und Dachbalken des Ostgiebels. | 31083908                        |                |
| Bahnhofstraße 53° 4′ 42″ N, 10° 34′ 31″ O                            | Park                                        | Wilhelmsgarten | 31082244                        | BW             |
| Bahnhofstraße 53° 4′ 42″ N, 10° 34′ 34″ O                            | Kriegerdenkmal                              | Kriegerdenkmal im so genannten Wilhelmsgarten. Stele mit den Namen der im 1. Weltkrieg Gefallenen aus der Umgebung auf sechseckigem, zweistufigem Sockel. | 31083333                        | BW             |
| Bahnhofstraße 12 53° 4′ 44″ N, 10° 34′ 28″ O                         | Kriegerdenkmal                              | Das Langensalzadenkmal wurde 1889 aufgestellt, es gedenkt an die Schlacht bei Langensalza. | 31083962                        |                |
| Bahnhofstraße 18 53° 4′ 44″ N, 10° 34′ 30″ O                         | Postamt                                     | Zweigeschossiger Sichtbacksteinbau unter Satteldach in Ziegelpfannendeckung. Mittelrisalit mit rekonstruiertem Giebel unter Satteldach mit Freigespärre an der Südfassade. Portalrahmung mit Stufengiebel. Gliederungen mit Form- und Glasursteinen. | 31083945                        |                |
| Bei der Kirche 53° 4′ 49″ N, 10° 34′ 53″ O                           | Kirche                                      | Nachdem der Vorgängerbau 1811 abgebrannt war, wurde die heutige Dreikönigskirche Bad Bevensen 1812 erbaut. Backsteinbau unter Satteldach in Ziegelpfannendeckung. Schmale, hohe Rundbogenfenster, verputztes Traufgesims. Westturm mit Turmhelm in Kupferdeckung, 1869 erhöht. Innen durch Emporenstützen in drei Schiffe gegliedert, über dem mittleren Schiff hölzernes Tonnengewölbe. Prägende Umbauten 1903. | 31083979                        | Weitere Bilder |
| Brückenstraße 1 53° 4′ 47″ N, 10° 31′ 16″ O                          | Wohn-/Geschäftshaus                         | Zweigeschossiger, traufständiger Fachwerkbau mit geschlämmten Backsteinausfachungen unter Halbwalmdach in Hohlpfannendeckung. Mittiges Zwerchhaus mit zwei Ladeluken und Satteldach. Zentraler, zurückgesetzter Eingang. | 31084149                        | BW             |
| Ebstorfer Straße 50 53° 4′ 50″ N, 10° 33′ 41″ O                      | Ehem. Augusta Victoria-Heim mit Baumbestand | Auguste-Victoria-Heim, zwei Baukörper, durch niedrigen Zwischentrakt verbunden. Anderthalb- bis zweigeschossige verputzte Massivbauten, Drempel und Zwerchgiebel in Fachwerk. Satteldächer in Hohlpfannendeckung. Architekten: Hakenholz und Brandes, Hannover. 1909/10. In die Funktionsbereiche-Wald, Streuobstwiese, Einzelgehölze, Parterre- aufgeteilte Grünfläche in Bezug zur Architektur. | 31083350/1/-/ 31081785 31083350 | BW             |
| Hindenburgplatz 53° 4′ 59″ N, 10° 34′ 16″ O                          | Kriegerdenkmal                              | Kleiner Obelisk auf Findlingen mit Inschrift zum 50. Jahrestag der Schlacht von Waterloo, 1865 gestiftet von der Liedertafel Germania. Später durch weitere Gedenkinschriften ergänzt. (Denkmal zur Schlacht bei Waterloo am 18. Juni 1815) | 31081822                        |                |
| Krummer Arm 1 53° 4′ 55″ N, 10° 34′ 39″ O                            | Monopteros                                  | Verputzter, hölzerner Scheinmonopteros mit umlaufender Dreiviertelsäulenstellung, Gebälk und Kuppel auf einem künstlichen Erdhügel mit (Eis?)Keller und zweiläufiger Treppenanlage. Inschrift mit Datierung im Schlussstein über dem Kellereingang: „J. C. I. BUSSENIUS MDCCCXXXXII“. Teil einer ursprünglich zum Apothekengebäude Krummer Arm 1 gehörenden, inzwischen teilweise bebauten, parkartigen Gartenanlage. | 31083105                        | BW             |
| Krummer Arm 43 53° 5′ 1″ N, 10° 34′ 15″ O                            | Wohnhaus                                    | Zweigeschossiger, traufständiger Sichtbacksteinbau mit Formstein-Gliederungen unter ziegelgedecktem Satteldach. Zweiachsiger Mittelrisalit unter Satteldach mit Spitzbogenblenden über den Obergeschossfenstern sowie im Giebeldreieck. Laubenartiger Windfang mit Spitzbogenöffnungen an der östlichen Traufseite, darauf überdachter Balkon. | 31081944                        | BW             |
| Liebfrauenstraße 6 (ehemals Haus-Nr. 269) 53° 5′ 3″ N, 10° 34′ 18″ O | Wohnhaus                                    | Eingeschossiger, traufständiger Sichtbacksteinbau mit Fachwerkdrempel unter ziegelgedecktem Krüppelwalmdach. Im Erdgeschoß mittig polygonal vorspringender Erker, darüber Zwerchhaus in Zierfachwerk unter Krüppelwalmdach. Schmale Verlängerung unter Satteldach, im Rücksprung Fachwerkeingang unter ziegelgedeckter Haube. | 31081961                        |                |
| Lindenstraße 1 53° 4′ 43″ N, 10° 34′ 42″ O                           | Rathaus                                     | Zweigeschossiger Backsteinbau unter ziegelgedecktem Walmdach. Mittelrisalit mit Giebel und polygonalem Erker, ein weiterer Giebel an der Südseite. 1912 durch Aufstockung des vormaligen Schulhauses entstanden. | 31081978                        |                |
| Lindenstraße 14 53° 4′ 38″ N, 10° 34′ 34″ O                          | Wohnhaus                                    | Traufständiger, zweigeschossiger Backsteinbau unter ziegelgedecktem Walmdach mit Schleppgauben. Traufseite fünfachsig, mit je einem Spitzbogenportal in den beiden äußeren Achsen. | 31081995                        | BW             |
| Lüneburger Straße 53° 4′ 48″ N, 10° 34′ 52″ O                        | Ehrenmal                                    | Kriegerdenkmal für die Gefallenen des Krieges 1870/71. Obelisk auf Sockel und Treppenstufen, bekrönender Bronzeadler. Auf podestartiger, flacher Aufpflasterung mit vier im Krieg gegen Dänemark 1864 erbeuteten Kanonen, verbunden mit Ketten. | 31081856                        | BW             |
| Lüneburger Straße 30 53° 4′ 49″ N, 10° 34′ 34″ O                     | Gasthaus                                    | Zwei- bis dreigeschossiger Backsteinbau mit Zierfachwerk unter Walmdach in Hohlpfannendeckung auf V-förmigem Grundriss mit je einem Flügel an der Lüneburger und an der Medinger Straße. Ecktürmchen mit welscher Haube zwischen zwei auskragenden Giebeln in Zierfachwerk. Rundbogiger Eingang an der Ecke sowie verputzte Portalarchitektur am Eingang an der Lüneburger Straße. | 31082121                        |                |
| Medinger Straße 2 53° 4′ 44″ N, 10° 34′ 42″ O                        | Ehemaliges Postamt Griepe-Haus              | Traufständiger Sichtbacksteinbau in Ecklage auf trapezförmigem Grundriss. Eingeschossig mit Drempelgeschoss und Satteldach mit Ziegelpfannendeckung. Symmetrisch gegliederte Fassaden mit Rundbogenfenstern. Mittelrisalit an der Traufseite. Lisenen, Ziersteinfriese und Fensterbögen sind in gelben Ziegeln abgesetzt. Eingang im Mittelrisalit. Verbindungsbau sowie verbindende Toranlage zum ehemaligen Rathaus. Das Haus wurde 1857 bis 1859 als Wohn- und Geschäftshaus des Amtsmaurermeisters Griepe erbaut. Bis ins Jahr 1904 wurde es als Postamt genutzt. Seit 1986 befindet sich hier eine Öffentliche Bibliothek.                                                                       | 31082138                        |                |
| Pastorenstraße 1 53° 4′ 50″ N, 10° 34′ 51″ O                         | Verwaltungsgebäude                          | Zweigeschossiger Backsteinbau mit Mittelrisalit und Frontispiz. Zweigeschossiger Anbau mit Nebeneingang an der östlichen Traufseite. Walmdach mit Ziegelpfannendeckung. Eingeschossiger Seitenflügel, L-förmig an westliche Traufseite angebaut, mit zurückgesetztem Eingang und Fachwerk-Standerker sowie Walmdach mit Walm- und Schleppgaube. | 31082172                        | BW             |
| Pastorenstraße 2 53° 4′ 50″ N, 10° 34′ 49″ O                         | Wohnhaus                                    | Zweigeschossiger, traufständiger Backsteinbau mit Zwerchhaus über zentralem Erker und zurückgesetztem Eingang. Obergeschoss und Zwerchhaus mit Zierfachwerk. Erdgeschoss verputzt. Satteldach mit Ziegelpfannendeckung | 31082191                        | BW             |
| Pastorenstraße 20 53° 4′ 52″ N, 10° 34′ 58″ O                        | Ehemalige Superintendentur                  | Zweistöckiges Fachwerkgebäude mit Feldsteinsockel unter ziegelgedecktem Halbwalmdach. Entwurf Maurermeister Kneese, Bleckede. Ursprünglich als Pfarrhaus, ab 1862 als Superintendentur genutzt. Eingangstür Mitte 19. Jahrhundert. Historische Innenausstattung. Eines der ältesten Gebäude der Stadt | 31082209                        |                |
| Sasendorfer Straße 3 53° 4′ 36″ N, 10° 34′ 26″ O                     | Wohnhaus                                    | Eingeschossiger Backsteinbau mit Fachwerkdrempel und verputztem Sockel unter ziegelgedecktem Halbwalmdach. Mittelrisalit mit Zwerchgiebel in Zierfachwerk mit vorkragendem Giebeldreieck. Laubenartiger Windfang am Eingang an der östlichen Traufseite. | 31082227                        | BW             |

### Ehem Baudenkmale in Bad Bevensen
| Lage                                                  | Bezeichnung                      | Beschreibung          | ID | Bild           |
| ----------------------------------------------------- | -------------------------------- | --------------------- | -- | -------------- |
| An der Aue 4a 53° 4′ 45″ N, 10° 34′ 55″ O             | Wohnhaus                         |                       |    |                |
| An der Aue 7 53° 4′ 46″ N, 10° 34′ 56″ O              | Hofanlage                        |                       |    | BW             |
| Bäckergang 4 53° 4′ 46″ N, 10° 34′ 47″ O              | Speicher                         | Eine Ruine            |    |                |
| Bergstraße 7 53° 4′ 42″ N, 10° 34′ 52″ O              | Hofanlage                        |                       |    | BW             |
| Eppenser Weg 1 53° 4′ 35″ N, 10° 34′ 29″ O            | Wohnhaus                         |                       |    | BW             |
| Kirchenstraße 2 53° 4′ 46″ N, 10° 34′ 52″ O           | Wohnhaus                         |                       |    |                |
| Klein Bunstorfer Straße 2 53° 4′ 40″ N, 10° 34′ 43″ O | Wohnhaus                         |                       |    | BW             |
| Krummer Arm 1 53° 4′ 51″ N, 10° 33′ 28″ O             | Apotheke mit Pavillon und Garten | Ratsapotheke von 1798 |    | Weitere Bilder |
| Krummer Arm 14 53° 4′ 54″ N, 10° 34′ 31″ O            | Wohnhaus                         |                       |    |                |
| Krummer Arm 20 53° 4′ 55″ N, 10° 34′ 28″ O            | Wohnhaus                         |                       |    |                |
| Lüneburger Straße 29 53° 4′ 49″ N, 10° 34′ 37″ O      | Wohnhaus                         |                       |    |                |

## Gollern

### Einzelbaudenkmale in Gollern
| Lage                                               | Bezeichnung | Beschreibung | ID       | Bild           |
| -------------------------------------------------- | ----------- | --- | -------- | -------------- |
| Südwestlicher Ortsrand 53° 4′ 44″ N, 10° 38′ 26″ O | Kapelle     | Die Burgkapelle Gollern ist ein kleiner Backsteinbau im Stil der Romanik und Gotik. Die Kapelle diente vermutlich ursprünglich als Wehrkapelle und wurde vor mindestens 800 Jahren erbaut. | 31082280 | Weitere Bilder |
| Nr. 2 53° 4′ 48″ N, 10° 38′ 34″ O                  | Stall       | Fachwerk-Nebengebäude einer ehemaligen Hofanlage, in Ecklage an einer Wegekreuzung. Halbwalmdach mit Ziegelpfannendeckung. Zwei Längsdurchfahrten. Giebeltrapez verbrettert.               | 31082263 | BW             |

## Groß Hesebeck

### Ehem. Baudenkmale in Groß Hesebeck
| Lage                             | Bezeichnung                  | Beschreibung | ID | Bild |
| -------------------------------- | ---------------------------- | ------------ | -- | ---- |
| Nr. 2 53° 4′ 6″ N, 10° 37′ 18″ O | Wohn- und Wirtschaftsgebäude |              |    | BW   |

## Klein Bünstorf

### Gruppe baulicher Anlagen in Klein Bünstorf
| Lage                                         | Bezeichnung | Beschreibung | ID       | Bild |
| -------------------------------------------- | ----------- | --- | -------- | ---- |
| Klein Bünstorf 6 53° 3′ 48″ N, 10° 35′ 11″ O | Hofanlage   | Hofanlage im Nordwesten des Ortes am erhöhten Niederungsrand der Ilmenau, an welchem die Gebäude aufgereiht sind. Bestehend aus Wohn-/Wirtschaftsgebäude, zwei Scheunen, Schafstall. | 31079590 | BW   |

### Einzeldenkmale in Klein Bünstorf
| Lage                                         | Bezeichnung              | Beschreibung | ID       | Bild |
| -------------------------------------------- | ------------------------ | --- | -------- | ---- |
| Klein Bünstorf 6 53° 3′ 48″ N, 10° 35′ 11″ O | Wohn-/Wirtschaftsgebäude | Vierständerbau mit Backsteinausfachungen unter Halbwalmdach in Hohlpfannendeckung. Inschriftliche Datierung „Anno 1826“.                        | 31083415 | BW   |
| Klein Bünstorf 6 53° 3′ 49″ N, 10° 35′ 11″ O | Scheune                  | Fachwerkbau mit Backsteinausfachungen und Verbretterung unter Halbwalmdach. Außermittige Längsdurchfahrt. Inschriftliche Datierung „Anno 1795“. | 31083431 | BW   |
| Klein Bünstorf 6 53° 3′ 48″ N, 10° 35′ 11″ O | Schafstall               | Fachwerkbau unter Halbwalmdach in Ziegelpfannendeckung. Außermittige Längsdurchfahrt.                                                           | 31083582 | BW   |
| Klein Bünstorf 6 53° 3′ 48″ N, 10° 35′ 10″ O | Scheune                  | Fachwerkbau unter Halbwalmdach in Wellasbestzementdeckung. Außermittige Längsdurchfahrt.                                                        | 31083646 | BW   |

## Medingen

### Gruppen baulicher Anlagen in Medingen
| Lage | Bezeichnung                                                                       | Beschreibung | ID | Bild           |
| --- | --------------------------------------------------------------------------------- | --- | -- | -------------- |
| Kloster, Klosterweg 4, 6, 7, Mühlenweg 1, 2, 9, 14, 16, 22, Schwarzer Weg 5 53° 5′ 29″ N, 10° 33′ 56″ O | Historischer Bereich Medingens, die baulichen Anlagen von Kloster, Klostervorwerk | Ortskern von Medingen mit Kloster und südlich davon gelegenem Ort, der sich in enger Abhängigkeit vom Kloster entwickelt hat und unter anderem den Bereich der ehemaligen Klostermühle, den Beamtenhof nördlich des Klostervorwerks sowie den Pfarrhof umfasst. Westlich des Bahndammes bilden zwei Gebäude an der Mühlenstraße eine torartige Situation, die den früheren Ortseingang von der Durchfahrtsstraße aus markiert. |    | Weitere Bilder |

### Einzeldenkmale in Medingen
| Lage                                         | Bezeichnung        | Beschreibung | ID       | Bild |
| -------------------------------------------- | ------------------ | --- | -------- | ---- |
| Klosterweg 1 53° 5′ 30″ N, 10° 33′ 56″ O     | Kloster            | Symmetrische Anlage aus zentral gelegener, genordeter Kirche mit Turm an der Südseite sowie östlich und westlich anschließenden, zweigeschossigen Flügeln auf jeweils T-förmigem Grundriss unter ziegelgedeckten Walmdächern. Verputzter Massivbau. Kirche durch Putzgliederungen gestalterisch hervorgehoben. Turmaufsatz und -helm mit Kupferdeckung. Seitenflügel mit leicht vorspringenden, übergiebelten Mittelrisaliten. Kirche von Süden zugänglich, kreisförmiger Zentralbau mit Empore, im Süden die Damenempore. Ausstattung der Erbauungszeit. Erbaut 1782-1788 anstelle des 1781 abgebrannten mittelalterlichen Vorgängers, Architekt: Christian Ludwig Ziegler. | 31082420 |      |
| Klosterweg 1 53° 5′ 31″ N, 10° 33′ 55″ O     | Brauhaus           | Zweigeschossiges Backsteingebäude unter Satteldach mit einseitigem Halbwalm im Westen. Schaugiebel an der Ostseite mit First- und Schulterstaffeln und rautenförmigem Zierverband durch glasierte Backsteine. Gliederung durch Stichbogenfenster in Spitzbogenblenden. Die Längswände im Erdgeschoß mit Nischengliederung, im Obergeschoß von Stichbogenfenstern durchbrochen. Um 1400. | 38053494 | BW   |
| Klosterweg 1 53° 5′ 31″ N, 10° 33′ 55″ O     | Wohnhaus           | Freistehender, eingeschossiger Fachwerkbau unter Satteldach. | 38053481 | BW   |
| Klosterweg 1 53° 5′ 32″ N, 10° 33′ 55″ O     | Wohnhaus           | Freistehender, eingeschossiger Fachwerkbau auf annähernd quadratischem Grundriss unter Pyramidendach. Ostfassade symmetrisch mit mittigem Eingang. | 38053468 | BW   |
| Klosterweg 4 53° 5′ 27″ N, 10° 33′ 56″ O     | Richterwohnhaus    | Zweigeschossiger Fachwerkbau von neun Achsen mit zentralem, traufseitigen Eingang an einer platzartigen Freifläche. Westfassade symmetrisch gegliedert, mit horizontaler Verbretterung sowie Fenster- und Türrahmungen. Halbwalmdach mit Ziegelpfannendeckung. | 31082517 |      |
| Klosterweg 4 53° 5′ 27″ N, 10° 33′ 54″ O     | Ehem. Amtsgericht  | Freistehendes, zweigeschossiges Gebäude an platzartiger Freifläche. Erdgeschoß massiv, Obergeschoß Fachwerk unter ziegelgedecktem Satteldach. Turmartiger, weit vorspringender Mittelrisalit mit zwei vorkragenden Fachwerk-Obergeschossen unter Satteldach. Naturstein-Medaillons mit Wappen und Reliefbüsten am Erdgeschoss der Südfassade. Ehemaliger Wohnsitz von Katharina (1546-1615), der Tochter von Herzog Ernst dem Bekenner, später Amtsgericht und Amtshaus. | 31082439 |      |
| Klosterweg 6 53° 5′ 26″ N, 10° 33′ 50″ O     | Wohnhaus           | Zweigeschossiger Putzbau mit viergeschossigem Turm. Vielfältig gegliederter Baukörper mit unterschiedlichen Dachformen. Hauptdach als Walm-Flachdach mit Dachterrasse ausgeführt. Heute Teil eines Alten- und Pflegeheims. | 31082498 | BW   |
| Klosterweg 7 53° 5′ 26″ N, 10° 33′ 50″ O     | Wohnhaus           | Anderthalbgeschossiger, durch Lisenen und Friese gegliederter Backsteinbau mit Quadersockel und weit auskragendem Satteldach mit Ziegelpfannendeckung. Erschließung an südlicher Traufseite durch portalartig gerahmte Eingangstür. Darüber gekröntes Monogramm Georgs V. von Hannover mit inschriftlicher Datierung „1852“. | 31082555 | BW   |
| Klosterweg 7 53° 5′ 25″ N, 10° 33′ 54″ O     | Scheune            | Eingeschossiger, giebelständiger Backsteinbau unter Satteldach. Mittige Längseinfahrt. In der Gestaltung angelehnt an das benachbarte Pfarrhaus. | 31083746 | BW   |
| Mühlenstraße 1 53° 5′ 20″ N, 10° 33′ 44″ O   | Wohnhaus           | Zweigeschossiger Fachwerkbau von sieben Achsen in Ecklage unter ziegelgedecktem Halbwalmdach. Traufseitige, zentrale Erschließung von der Mühlenstraße. Ehemaliges „Hotel zum Riessel“. | 31082574 |      |
| Mühlenstraße 2 53° 5′ 19″ N, 10° 33′ 45″ O   | Wohnhaus           | Zweigeschossiger Fachwerkbau von fünf Achsen auf flachem Feldsteinsockel. Ecklage mit traufseitiger, zentraler Erschließung von der Mühlenstraße. Halbwalmdach mit Ziegelpfannendeckung. Erdgeschoss-Außenwand in der Westecke massiv ersetzt, mit aufgemaltem Fachwerk. | 31082592 | BW   |
| Mühlenstraße 9 53° 5′ 24″ N, 10° 34′ 1″ O    | Wohnhaus           | Zweigeschossiger traufständiger Sichtbacksteinbau von sieben Achsen mit außermittiger Erschließung. Halbwalmdach in Ziegelpfannendeckung. Unprofiliertes Putzband als geschosstrennendes Gesims. Zweiflügelige Haustür mit Oberlicht. | 31082682 | BW   |
| Mühlenstraße 9 53° 5′ 24″ N, 10° 34′ 1″ O    | Speicher           | Speichergebäude der ehemaligen Mühlenanlage. Sechsstöckiger giebelständiger Fachwerkbau mit Backsteinausfachung auf annähernd quadratischem Grundriss unter flach geneigtem Satteldach mit Freigespärre. Straßenseitig übereinander angeordnete Ladeluken mit darüberliegendem Kranausleger unter dem Dachüberstand. Massive Brandwand zum westlich benachbarten Wohnhaus. | 31083710 |      |
| Mühlenstraße 14 53° 5′ 23″ N, 10° 33′ 52″ O  | Wohnhaus           | Südwestlicher Teil eines Doppelhauses mit Nr. 16. Eingeschossiges, traufständiges Fachwerkgebäude mit verputzten Ausfachungen unter ziegelgedecktem Satteldach mit leicht vorkragenden Zwerchhäusern auf beiden Traufseiten, die jeweils ca. drei Viertel der Gebäudelänge einnehmen. Zwerchhäuser mit Halbwalm-Kreuzdach nachträglich ergänzt Anfang des 20. Jahrhunderts. | 31082774 | BW   |
| Mühlenstraße 16 53° 5′ 20″ N, 10° 33′ 44″ O  | Wohnhaus           | Nordöstlicher Teil eines Doppelhauses mit Nr. 14. Eingeschossiges, traufständiges Fachwerkgebäude mit verputzten Gefachen unter ziegelgedecktem Satteldach mit einseitigem Halbwalm an der Straße Zum Klosterhof. | 31082792 | BW   |
| Mühlenstraße 22 53° 5′ 23″ N, 10° 33′ 59″ O  | Wohnhaus           | Zweigeschossiges traufständiges Fachwerkgebäude mit Backsteinausfachung auf hohem Backstein-Kellersockel unter ziegelgedecktem Satteldach. Außermittige zweiflügelige Eingangstür mit Oberlicht und fassadenparalleler Freitreppe. | 31083052 | BW   |
| Mühlenstraße 22 53° 5′ 23″ N, 10° 34′ 0″ O   | Speicher           | Mehrstöckiger traufständiger Fachwerkbau mit Backsteinausfachung unter flach geneigtem Satteldach. Hohes, vermutlich innen unterteiltes Erdgeschoss mit fünf straßenseitigen Toreinfahrten. Außenwand im Sockelbereich teils massiv ersetzt. Mittiges Zwerchhaus mit Ladeluke und elektrischer Aufzugswinde, darunter in jedem Geschoss eine Ladeluke. | 31081767 |      |
| Schwarzer Weg 5 53° 5′ 17″ N, 10° 34′ 4″ O   | Verwaltungsgebäude | Freistehender Backsteinbau mit zwei Vollgeschossen und einem Attikageschoss unter flach geneigtem Walmdach. An der Rückseite nördlich angebauter, langgestreckter Fachwerkflügel mit Wohn- und Wirtschaftsräumen unter Satteldach mit einseitigem Halbwalm. Außenwand des Anbaus im Anschlussbereich an den Hauptbau massiv ersetzt. | 31082460 | BW   |
| Schwarzer Weg 5 53° 5′ 17″ N, 10° 34′ 4″ O   | Grünanlage         | Parkartige Grünanlage am Schwarzen Weg. Rasenrondell vor dem Forsthaus, mit Toranlage aus vier Natursteinpfosten und 4 Eisengitter-Torflügeln sowie Radabweisern an den inneren Torpfosten. | 49917959 | BW   |
| Zum Klosterhof 1 53° 5′ 21″ N, 10° 33′ 56″ O | Wohnhaus           | Zweigeschossiger, giebelständiger Fachwerkbau in Stockwerksbauweise auf Feldsteinsockel. Halbwalmdach mit Ziegelpfannendeckung. An der Westseite um 3 Achsen verlängert. Teil des ehemaligen Hofes des zweiten Beamten, der zum Klostervorwerk gehörte. | 31082498 | BW   |

## Sasendorf

### Gruppen baulicher Anlagen in Sasendorf
| Lage                              | Bezeichnung | Beschreibung | ID       | Bild |
| --------------------------------- | ----------- | --- | -------- | ---- |
| Nr. 1 53° 4′ 26″ N, 10° 33′ 33″ O | Hofanlage   | Hofanlage am östlichen Ortsrand, bestehend aus weit von der Straße zurückgesetztem Wohnhaus, welches den Wirtschaftshof nördlich begrenzt, einer traufständig an der Straße liegenden Scheune im Westen der Anlage sowie einem Hofschafstall in der Südostecke. Parkartig angelegtes Hofgelände mit Backsteinmauer als Einfriedung. | 31079611 | BW   |
| Nr. 3 53° 4′ 26″ N, 10° 33′ 29″ O | Hofanlage   | Hofanlage im Westen des Ortes, bestehend aus weit von der Straße zurückgesetztem, diagonal stehenden Wohn-/Wirtschaftsgebäude und einer giebelständigen Scheune, die die Hofzufahrt im Osten begrenzt. Zufahrt und Hoffläche östlich des Wohn-/Wirtschaftsgebäude teilweise mit Feldsteinen gepflastert.                            | 31079621 | BW   |

### Einzelbaudenkmale in Sasendorf
| Lage                              | Bezeichnung                  | Beschreibung | ID       | Bild |
| --------------------------------- | ---------------------------- | --- | -------- | ---- |
| Nr. 1 53° 4′ 26″ N, 10° 33′ 33″ O | Wohnhaus                     | Freistehender, zweigeschossiger Putzbau von sieben Achsen auf hohem Sockel. Zentrale Erschließung an der Südfassade mit Windfang-Vorbau. Auskragendes Walmdach über Attika mit Mäanderband. Im Obergeschoss gerade Fensterverdachungen. Profiliertes Geschossgesims. An der östlichen Schmalseite Veranda mit überdachtem Altan.                                                    | 31082828 | BW   |
| Nr. 1 53° 4′ 25″ N, 10° 33′ 31″ O | Scheune                      | Langgestreckter, traufständiger Fachwerkbau unter Halbwalmdach in Ziegelpfannendeckung. Nördliche Giebelwand im Erdgeschoss massiv ersetzt. Außermittige Längsdurchfahrt. Inschriftliche Datierung „1848“ an der Wetterfahne. | 31083479 | BW   |
| Nr. 1 53° 4′ 25″ N, 10° 33′ 33″ O | Schafstall                   | Freistehender Fachwerkbau auf Feldsteinsockel unter Dreiviertelwalmdach in Ziegelpfannendeckung, außermittige Längsdurchfahrt. | 31083566 | BW   |
| Nr. 3 53° 4′ 26″ N, 10° 33′ 27″ O | Wohn-/Wirtschaftsgebäude     | Freistehender, von der Straße weit zurückgesetzter Vierständerbau mit Backsteinausfachung und Hausteinsockel unter Halbwalmdach. Wohnteil in Hohlpfannendeckung. Außermittiges Zwerchhaus mit Satteldach an der östlichen Traufseite. 1857(i). | 31083196 | BW   |
| Nr. 3 53° 4′ 26″ N, 10° 33′ 29″ O | Scheune                      | Giebelständiger Fachwerkbau mit Backsteinausfachungen auf Feldsteinsockel unter Halbwalmdach in Hohlpfannendeckung. Außermittige Längsdurchfahrt. | 31083219 | BW   |
| Nr. 5 53° 4′ 24″ N, 10° 33′ 33″ O | Wohn- und Wirtschaftsgebäude | Freistehender Zweiständer-Fachwerkbau mit Backsteinausfachung auf Hausteinsockel unter ziegelgedecktem Halbwalmdach. An der nordwestlichen Traufseite ein deutlich aus der Fassadenflucht vorragendes Zwerchhaus mit leicht auskragendem Obergeschoss unter Walmdach. Inschrift am Hauptbalken des Wirtschaftsgiebels und am Dielentorsturz, mit Datierung „[...] den 22 Mai 1852“. | 31082886 | BW   |

## Seedorf

### Gruppen baulicher Anlagen in Seedorf
| Lage                                            | Bezeichnung | Beschreibung | ID       | Bild |
| ----------------------------------------------- | ----------- | --- | -------- | ---- |
| Seedorfer Straße 2 53° 4′ 52″ N, 10° 30′ 57″ O  | Hofanlage   | Hofanlage aus vier einen Hofraum umschließenden Gebäuden, von denen das westlich gelegene Wohnhaus sowie das südlich an der Seedorfer Straße liegende Wirtschaftsgebäude als Teile der Gruppe baulicher Anlagen geschützt sind. Hofzufahrt von Südosten sowie Hoffläche in Feldsteinpflaster. Westlich des Wohnhauses parkartiger Garten. Hoffläche mit altem Baumbestand, Rasenrondell und gepflasterter Umfahrung vor dem Wohnhaus angelehnt an Gutshof-Vorbilder. | 31079641 |      |
| Seedorfer Straße 21 53° 4′ 52″ N, 10° 30′ 57″ O | Hofanlage   | Hofanlage am südlichen Ortsrand auf Eckgrundstück zwischen Seedorfer Straße und Hohlweg. Freistehendes Wohnhaus im südlichen Teil des Grundstücks, davor Grünrondell und zwei V-förmig von Norden auf das Wohnhaus führende Zufahrten. Wirtschaftsgebäude im nordwestlichen Teil des Grundstücks. Südlich des Wohnhauses Gartenanlage. | 31079631 | BW   |

### Einzelbaudenkmale in Seedorf
| Lage                                            | Bezeichnung              | Beschreibung | ID       | Bild           |
| ----------------------------------------------- | ------------------------ | --- | -------- | -------------- |
| Seedorfer Straße 2 53° 4′ 52″ N, 10° 30′ 57″ O  | Wohnhaus                 | Freistehender, von der Straße zurückgesetzter, eingeschossiger Sichtbacksteinbau. Teilweise verputzt, Backsteingliederungen. Satteldach mit großem Giebelüberstand in Ziegelpfannendeckung. Mittelrisalite auf beiden Traufseiten. | 31082939 |                |
| Seedorfer Straße 2 53° 4′ 51″ N, 10° 30′ 58″ O  | Wirtschaftsgebäude       | Langgestreckter, traufständiger Fachwerkbau unter Satteldach in Ziegelpfannendeckung. Schleppgauben in beiden Dachflächen, auf der Nordseite teilweise als Vordach weiter heruntergezogen. Jüngerer Queranbau unter Satteldach im westlichen Teil an der Nordseite. Inschriftliche Datierung am Sockel. | 31083447 |                |
| Seedorfer Straße 21 53° 4′ 44″ N, 10° 30′ 42″ O | Wohnhaus                 | Eingeschossiger verputzter Massivbau mit Zierfachwerk im Drempelgeschoss unter Halbwalmdach in Doppelmuldenfalzziegeldeckung. Architekt: Wilhelm Matthies, Bardowick. 1903(i). | 31082920 | BW             |
| Seedorfer Straße 21 53° 4′ 46″ N, 10° 30′ 40″ O | Wirtschaftsgebäude       | Komplexer Baukörper aus Backstein- und Fachwerkteilen im nordwestlichen Teil der Hofanlage auf annähernd V-förmigem Grundriss. Unterschiedlich hohe, quer- und längsgerichtete Halbwalmdächer in Ziegelpfannendeckung. Dachreiter auf dem mittleren Gebäudeteil. Unterschiedliche Funktionen der einzelnen Gebäudeteile, ursprünglich zum Beispiel Pferde-, Rinder-, Schweine- und Hühnerstall, Futterküche und Schlafräume für Stallknechte. Wiederverwendete Bauteile des früheren Wohn-/Wirtschaftsgebäudes mit Inschrift von 1864. | 31083463 | BW             |
| Zur Worth 5 53° 4′ 53″ N, 10° 30′ 46″ O         | Wohn-/Wirtschaftsgebäude | Zweiständerhaus mit Backsteinausfachung auf Feld- und Backsteinsockel unter Halbwalmdach in Hohlpfannendeckung. Vorschauer. 1811(i). Kammerfach um 1900 mit Dachvorsprung massiv verlängert. Eiserne Handschwengelpumpe mit Kanneluren und Tiermaul als Auslauf über Steinbecken. Nach 1900. Ornamental und floral verzierter Eisenzaun mit zweiflügeliger Einfahrt und einflügeligem Tor. Nach 1900. | 31082975 | Weitere Bilder |
| Zur Worth 6 53° 4′ 55″ N, 10° 30′ 46″ O         | Wohn-/Wirtschaftsgebäude | Traufständiges Zweiständer-Fachwerkhaus auf Backsteinsockel unter Halbwalmdach in Ziegelpfannendeckung. Zwerchhaus auf der nördlichen Traufseite als Ladegaube unter Satteldach im Wirtschaftsteil, weiteres Zwerchhaus unter Halbwalmdach in der südlichen Dachfläche über dem Wohnteil. Inschrift am Hauptbalken des Wirtschaftsgiebels, sowie am Dielentorsturz, mit Datierung „ANNO den 2ten May 1823“. | 31082995 | BW             |

## Ehemalige Baudenkmale
| Lage                                                           | Bezeichnung                  | Beschreibung                 | ID | Bild |
| -------------------------------------------------------------- | ---------------------------- | ---------------------------- | -- | --- |
| Jastorf Nr. 6 (Im Ostersiek 2) 53° 2′ 44″ N, 10° 36′ 10″ O     | Wohn- und Wirtschaftsgebäude |                              |    | [[Vorlage:Bilderwunsch/code!/C:53.04561,10.602701!/D:Jastorf Nr. 6 (Im Ostersiek 2), Wohn- und Wirtschaftsgebäude!/\|BW]]     |
| Jastorf Nr. 11 (Masendorfer Weg 7) 53° 2′ 35″ N, 10° 36′ 18″ O | Wohn- und Wirtschaftsgebäude |                              |    | [[Vorlage:Bilderwunsch/code!/C:53.043121,10.60508!/D:Jastorf Nr. 11 (Masendorfer Weg 7), Wohn- und Wirtschaftsgebäude!/\|BW]] |
| Jastorf Nr. 14 (Molzer Straße 13) 53° 2′ 33″ N, 10° 36′ 14″ O  | Wohn- und Wirtschaftsgebäude | abgerissen, jetzt Sportplatz |    | [[Vorlage:Bilderwunsch/code!/C:53.042521,10.603833!/D:Jastorf Nr. 14 (Molzer Straße 13), Wohn- und Wirtschaftsgebäude!/\|BW]] |